# مورفو دروسیدو
مورفو دروسیدو (انگلیسی: Morfou Drosidou؛ متولد ۲۶ آوریل ۱۹۷۴) تکواندوکار یونانی است.
وی در مسابقات قهرمانی تکواندو جهان در سال ۱۹۹۱ در کلاس سبک‌وزن مدال برنز و در مسابقات قهرمانی تکواندو جهان ۱۹۹۳ در نیویورک و مسابقات قهرمانی تکواندو ۱۹۹۷ در هنگ‌کنگ به مدال نقره دست یافت.
موفقیت‌های او در مسابقات تکواندو قهرمانی اروپا عبارتند از: یک مدال طلا در سال ۱۹۹۴، یک مدال نقره در سال ۱۹۹۲ و یک مدال برنز در سال ۲۰۰۰.